# Velogny
Velogny – miejscowość i gmina we Francji, w regionie Burgundia-Franche-Comté, w departamencie Côte-d’Or.
Według danych na rok 1990 gminę zamieszkiwały 43 osoby, a gęstość zaludnienia wynosiła 11 osób/km² (wśród 2044 gmin Burgundii Velogny plasuje się na 867. miejscu pod względem liczby ludności, natomiast pod względem powierzchni na miejscu 1292.).